# Сан-мигель-пьедрасский миштекский язык
Сан-мигель-пьедрасский миштекский язык (Mixteco de San Miguel Piedras, San Miguel Piedras Mixtec) — вымирающий миштекский язык, на котором говорят в округе Ночистлан штата Оахака в Мексике. У этого диалекта всего 16 носителей в возрасте до 35 лет, остальные — в основном, пожилые люди.